# Cantón de Argentré-du-Plessis
El cantón de Argentré-du-Plessis era una división administrativa francesa, que estaba situada en el departamento de Ille y Vilaine y la región de Bretaña.

## Composición
El cantón estaba formado por nueve comunas:
- Argentré-du-Plessis
- Brielles
- Domalain
- Étrelles
- Gennes-sur-Seiche
- Le Pertre
- Saint-Germain-du-Pinel
- Torcé
- Vergéal

## Supresión del cantón de Argentré-du-Plessis
En aplicación del Decreto nº 2014-177 de 18 de febrero de 2014, el cantón de Argentré-du-Plessis fue suprimido el 22 de marzo de 2015 y sus 9 comunas pasaron a formar parte del nuevo cantón de La Guerche-de-Bretagne.